# دستجرد (أصفهان)
دستجرد هي قرية في مقاطعة أصفهان، إيران. عدد سكان هذه القرية هو 1,610 في سنة 2006.